# قورباغه درختی کوتوله پوزه‌تیز
قورباغه درختی کوتوله پوزه‌تیز (نام علمی: Philautus nasutus) نام یک گونه منقرض‌شده از تیره قورباغه‌های بوته‌زار است.